# ジョージ・W・アンドルーズ
ジョージ・ウィリアム・アンドルーズ（George William Andrews, 1906年12月12日 - 1971年12月25日）は、アラバマ州選出のアメリカ合衆国下院議員。エリザベス・ブロック・アンドルーズの夫。
アラバマ州クレイトンにて出生し、公立学校に通った。1928年、アラバマ大学を卒業。1928年に弁護士資格を取得し、アラバマ州ユニオン・スプリングスにて弁護士業を開始。1931年から1943年までアラバマ州第3巡回裁判所の地方検事を務めた。第二次世界大戦中の1943年1月から連邦下院議員選挙に当選するまでの間、ハワイの真珠湾にて米国海軍予備隊の中尉を務めた。
アンドルーズは、ヘンリー・B・スティーガルの死去に伴う第78議会の補欠選挙に民主党から出馬し、当選した。その後14回連続で再選され、1944年3月14日から議員を務めた。在職中の1971年12月25日にアラバマ州バーミングハムにて死去し、アラバマ州ユニオン・スプリングスのオーク・ヒル墓地 (Oak Hill Cemetery) に埋葬された。ジョージ・W・アンドルーズ湖とジョージ・W・アンドルーズ連邦ビル (George W. Andrews Federal Building) の名は、彼に因む。